# Simetrična relacija
Simetrična relacija je ona binarna relacija za koju vrijedi, uz zadani skup S te binarnu relaciju R na skup S, tj.
R ⊆ S × S .
Često se običava umjesto {\displaystyle (x,y)\in R} pisati 
{\displaystyle xRy}
Relacija je simetrična ako je 
{\displaystyle x{\mathcal {R}}y\Rightarrow y{\mathcal {R}}x,\forall x,y\in A} (ako je {\displaystyle x} u relaciji sa {\displaystyle y} onda povlači da {\displaystyle y} mora biti u relaciji sa {\displaystyle x})